# Cançó de l'estiu
La cançó de l'estiu és aquella o aquelles cançons comercials que més impacte mediàtic causen en la societat durant els mesos d'estiu. Acostumen a ser cançons amb tornades enganxoses, molt ballables, i són les més difoses amb diferència en tots els mitjans de comunicació audiovisual, així com en bars i discoteques. No existeix cap organisme que les designi oficialment; les cançons de l'estiu són denominades com a tals pels mitjans de comunicació.
Es pot considerar que el naixement de la cançó de l’estiu en català es produeix l’any 1990, quan TV3 encarrega a La Trinca que compongui una cançó per a utilitzar-la en l’anunci de la programació d’estiu de la pròpia cadena, la qual es va fer servir durant tres estius, versionada per diferents intèrprets. La cançó resultant fou Munta-t’ho bé d’Els Pets.